# Jil Funke
Jil Funke (* 10. Oktober 1988) ist eine deutsche Schauspielerin.

## Karriere
Funke wirkte bereits in jungen Jahren bei diversen Filmen mit, zum Beispiel in Unser Charly oder Mitten im Leben. Auch in Werbespots war sie zu sehen. Große Bekanntheit erlangte sie in ihrer Rolle als „Lily Rüssmann“ in der Sat.1-Telenovela Anna und die Liebe, die sie vom 11. September 2008 bis Juli 2011 spielte. Nach ihrem Ausstieg hatte sie im September 2011 in Folge 772 nochmal einen Kurzauftritt. Sie spielte außerdem die Hauptrolle „Sara“ in dem Kinofilm Sieben Tage Sonntag. 2010 spielte sie in der BR-alpha-Filmproduktion Empathie von Marc-Andreas Bochert die Rolle der „Melanie“. 2011 war sie bei Die Quellen des Lebens zu sehen. 2014 spielte Funke in der Comedyserie Schmidt – Chaos auf Rezept auf RTL mit.
Von September 2014 bis August 2016 arbeitete Funke als Radiomoderatorin beim Berliner Hörfunksender 98.8 Kiss FM. Seit Anfang 2019 veröffentlicht sie zusammen mit Marvin Schwarz, mit dem Funke zuvor bei Kiss FM zusammengearbeitet hatte, den Podcast Peter Pan Syndrom. Dieser ist angelehnt an das gleichnamige Verhaltensmuster und erscheint in ein- oder zweiwöchigem Abstand.
2021 spielte sie in einem Musikvideo des Berliner Alternative-Rock-Duos Adam Tan mit.

## Filmografie (Auswahl)
- 2006: Pommery und Leichenschmaus (Fernsehfilm)
- 2007: Sieben Tage Sonntag
- 2006: Mitten im Leben (Fernsehserie, 9 Folgen)
- 2006: Liebe auf Bewährung
- 2007: Unser Charly
- 2008–2011: Anna und die Liebe (Fernsehserie, Folgen 14–737; 772)
- 2010: Empathie (Fernsehfilm)
- 2013: Quellen des Lebens
- 2014: Schmidt – Chaos auf Rezept (Comedyserie, 8 Folgen)
- 2014: Schnee in Rio (Kurzfilm)
- 2015: Traumfrauen
- 2015: Big Business – Außer Spesen nichts gewesen (Unfinished Business)
- 2016: Spreewaldkrimi – Spiel mit dem Tod (Fernsehreihe, 1 Folge)
- 2017: High Society – Gegensätze ziehen sich an (High Society)
- 2018: In aller Freundschaft – Die jungen Ärzte (Fernsehserie, Folge Drum prüfe sich …)
- 2018: Labaule & Erben (Fernsehserie, 8 Folgen)
- 2018: Jenny – echt gerecht (Fernsehserie, Folge Der Freundschaftsdienst)
- 2018: Familie Dr. Kleist (Fernsehserie, Folge Unerträglich)
- 2020: Lucie. Läuft doch! (Fernsehserie, Folge Babygirl)
- 2021: In aller Freundschaft – Die Krankenschwestern (Fernsehserie, Folge Der Druck steigt)
- 2021: Notruf Hafenkante (Fernsehserie, Folge Crash)
- 2022: Liebesdings
- 2023: WaPo Elbe (Fernsehserie, 1 Folge)